# Марко Ђого
Марко Ђого (Сарајево, 30.11.1983) српски је економиста и универзитетски професор. Од 2022. је декан Економског факултета Универзитета у Источном Сарајеву.

## Биографија
Марко Ђого рођен је, као и његов брат близанац Дарко Ђого, 30. новембра 1983. године у Сарајеву. Отац му је био истакнути новинар Ристо Ђого, који је у периоду 1986. - 1990. обављао функцију главног и одговорног уредника Радио телевизије Сарајево, а од 1992. до своје смрти 1994. био је главни и одговорни уредник Радио телевизије Републике Српске. Мајка му је као дипломирани економиста радила у Народној банци Босне и Херцеговине, а до почетка рата у Босни и Херцеговини била је Савјетник Директора сектора примарне емисије у овој институцији. 
Дипломирао економију 2006. године као студент генерације Економског факултета Пале. Магистрирао на тему „Утицај финансијске либерализације на привреде Земаља у транзицији са посебним освртом на БиХ“ 2009. године. 
Стиче звање доктора економских наука 2013. године са дисертацијом:  „Утицај режима девизног курса наплатне билансе Босне и Херцеговине, Србије и Хрватске“. Похађао пост-докторске студије на Економски факултет у Сплиту. Као докторанд је био стипендиста фондације „Др Милан Јелић“ за најбоље студенте. 
Биран у звање асистента, а потом вишег асистента и доцента за ужу научну област Монетарна економија на Економском факултету Пале. У ванредног професора изабран 2018. године. 
Вршио је функцију Савјетника за економска питања Предсједавајућег дома народа Парламентарне скупштине БиХ 2013-2014. Био је и савјетник за економска питања начелника општине Пале. Комерцијални је директор компаније „Мраз д.о.о.“ 
Прије избора у декана Економског факултета Пале, вршио функцију продекана у два мандата.
Ожењен и отац троје дјеце, Андрије (2010.), Јакова (2012.) и Тајне (2014.). Син је познатог новинара Риста Ђоге.